# Filone-strato
I filoni-strato (detti anche sillis) sono delle forme di intrusione magmatica, più nello specifico rientrano nelle intrusioni concordanti, termine con il quale si indica un'intrusione i cui strati sono paralleli alla superficie di stratificazione delle rocce nella quale esse sono intruse., i quali sono inseriti tra uno strato e l'altro nelle rocce sedimentarie, tabulari, il cui spessore è variabile da qualche centimetro a qualche decina di metri. Essi solitamente accompagnano l'attività vulcanica, hanno una composizione basica e quindi vengono alimentati dalla stessa fonte che provoca le eruzioni; per tale motivo, quando affiorano potrebbero essere confusi facilmente con una normale colata lavica. Si distinguono tuttavia da esse per alcuni motivi:
- sono privi delle strutture a corda, a blocchi e vescicolari che caratterizzano le rocce vulcaniche;
- hanno grana più grossa di quella delle rocce vulcaniche perché si sono raffreddati più lentamente;
- le rocce sovrastanti e sottostanti presentano gli effetti del riscaldamento.